# Niederösterreichisches Alpenvorland
Als Niederösterreichisches Alpenvorland bezeichnet man das Gebiet des Alpenvorlandes in Niederösterreich, zwischen den Voralpen im Süden und der Donau im Norden. 

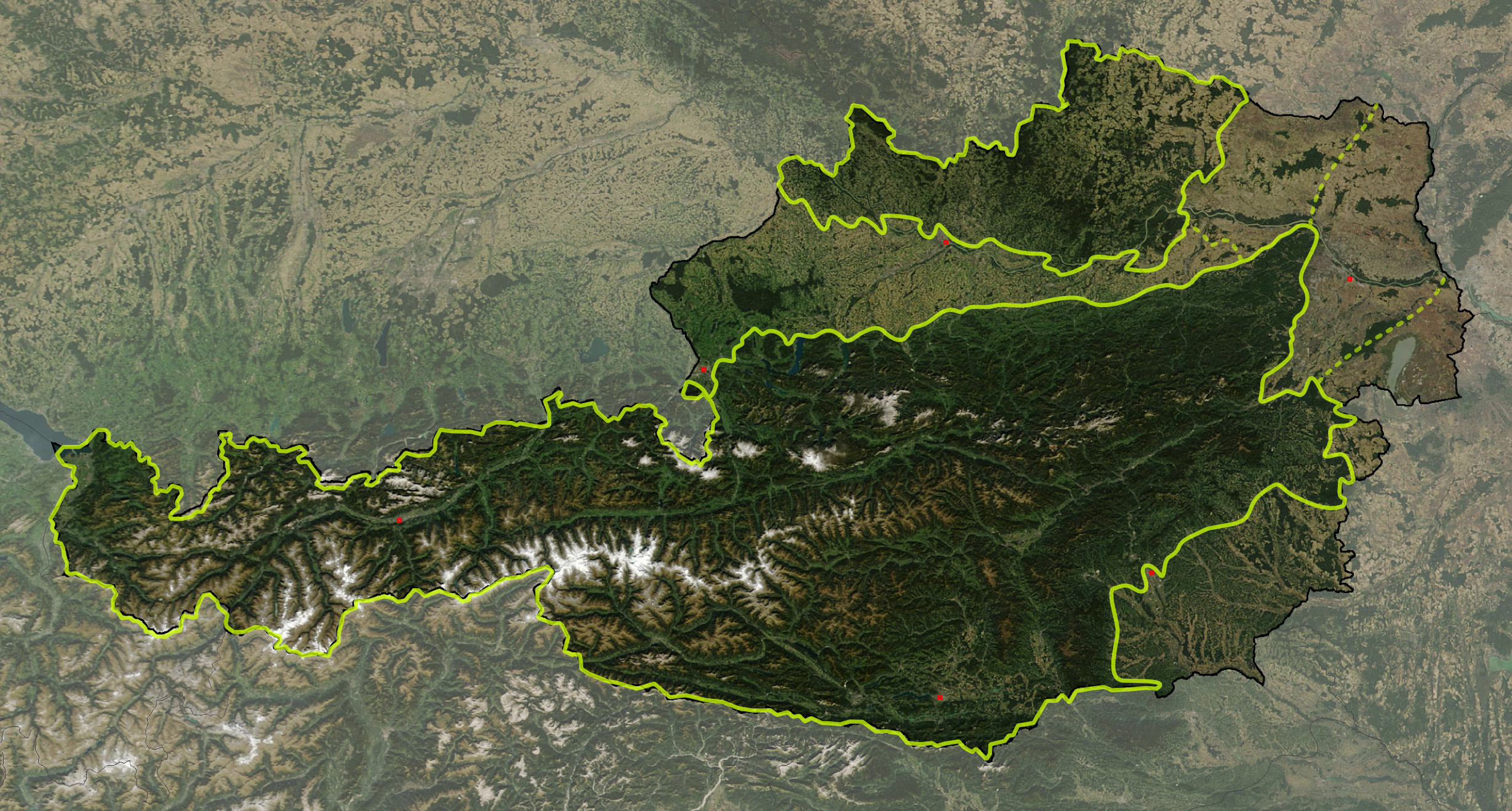
Das nö. Alpenvorland an der schmalsten Stelle zwischen Alpen und Granit- und Gneishochland (Satellitenbild, mit Großlandschaften Österreichs)

Mit einer Breite zwischen 10 und 30 Kilometer verläuft es in West-Ost-Richtung zwischen der Enns, der alten oberösterreichischen Landesgrenze und dem Machland, über den Strudengau, das Tal der Donau von Ardagger bis Ybbs, südlich Wachau und Dunkelsteinerwald über St. Pölten, bis hin zum Donaudurchbruch bei Klosterneuburg, der Wiener Pforte. Die Seehöhe des Gebietes liegt zwischen 260 m ü. A. und 450 m ü. A.
Über das Tullnerfeld, das sich nördlich der Donau fortsetzt, geht das Gebiet in die Waschbergzone, die österreichischen Anteile des Karpatenvorlandes, über.  
Das Alpenvorland gehört zum Mostviertel und betrifft Teile der politischen Bezirke Amstetten, Melk, Sankt Pölten-Land, St. Pölten und Tulln (von Westen nach Osten).

## Verkehr
Die Verkehrshauptschlagadern sind die Westautobahn A1 und die Westbahn.

## Landwirtschaft
Das Alpenvorland wird schon lange Zeit als Rinderzuchtgebiet neben der Ackerwirtschaft verwendet. Als Zuchtrind findet man vor allem das Fleckvieh. Die Rasse Alpenvorland Rind ist im Register der Traditionellen Lebensmittel zu finden. Auch das Gebiet selbst zählt zu den Genussregionen Österreichs.
Daneben gibt es zahlreiche traditionelle Landwirtschaftszweige, für die aber nicht das Alpenvorland, sondern das im östlichen Bereich liegende Tullnerfeld namensgebend ist.